# 佐波光男
佐波 光男（さなみ みつお、1937年3月7日 - ）は、日本の射撃競技（クレー射撃）選手、実業家。クレー射撃選手としては1964年東京オリンピックに出場したほか、各種国際大会で活動した。佐波商事社長、日本クレー射撃協会会長（1995年 - 1998年）などを務めた。

## 経歴
愛知県名古屋市出身。名古屋商科大学附属高等学校卒業。
少年時には弓道を行っていたが、そこから空気銃に凝るようになり、やがて散弾銃で猟を行うようになった。クレー射撃を始めたのは18歳頃のことという。
20代より各種国際大会に出場。1964年東京オリンピックにクレー・ピジョン種目（トラップ種目）で出場し（所属は矢田製菓）、15位。
1967年にはアジア射撃選手権 (Asian Shooting Championships) （東京）のトラップ種目で6位入賞。
1995年にはISSF世界射撃選手権（ニコシア）およびISSFワールドカップ（ラハティ） (ISSF World Cup) にトラップ種目で出場。ISSFワールドカップには2002年（ズール）にも同種目で出場した。
実業家としては、名古屋を中心としては高級喫茶店「ホワイトベア」や焼肉店「IMANAS亭」、バー、ライブハウスなどを展開していたが（佐波商事参照）、60代半ばよりさまざまな役職を退いた。国際A級ドライバーを取得し、名古屋モーターショーの前身となるイベントの創設にかかわるなど、自動車に対する趣味も深い。